# Chinguar
Chinguar es un municipio de la provincia de Bié en Angola. En julio de 2018 tenía una población estimada de 147 100 habitantes.
Se encuentra ubicado en el centro del país, sobre la meseta de Bié y cerca del río Cuanza.